# Гиймен, Эмиль-Корьолан-Ипполит
Эми́ль-Корьола́н-Ипполи́т Гийме́н (фр. Émile-Coriolan-Hippolyte Guillemin; 16 октября 1841, Париж — 27 декабря 1907, там же) — французский скульптор.

## Биография
Родился в Париже 16 октября 1841 года. Сын скульптора Эмиля-Мари-Огюста Гиймена и Луиз-Мелани Шове. Обучался у своего отца и Жюля Сальмсона. Принимал участие в Парижском салоне с 1870 по 1899 годы, в 1897 году был отмечен там похвальной грамотой. Скончался в Париже 27 декабря 1907 года.

## Творчество
Эмиль Гиймен — автор многочисленных скульптурных произведений (статуй, статуэток, бюстов, медальонов) из бронзы, чугуна, мрамора, терракоты и гипса. Среди тем произведений Гиймена значительное место занимают ориенталистские (индийские, японские, турецкие и другие), а также произведения на библейские, античные, средневековые и ренессансные сюжеты. Кроме того, он автор скульптурных портретов нескольких выдающихся исторических деятелей. Некоторые работы Гиймена тиражировались на Севрской фарфоровой мануфактуре. Его произведения характеризуются продуманной композицией и глубокой проработкой деталей.

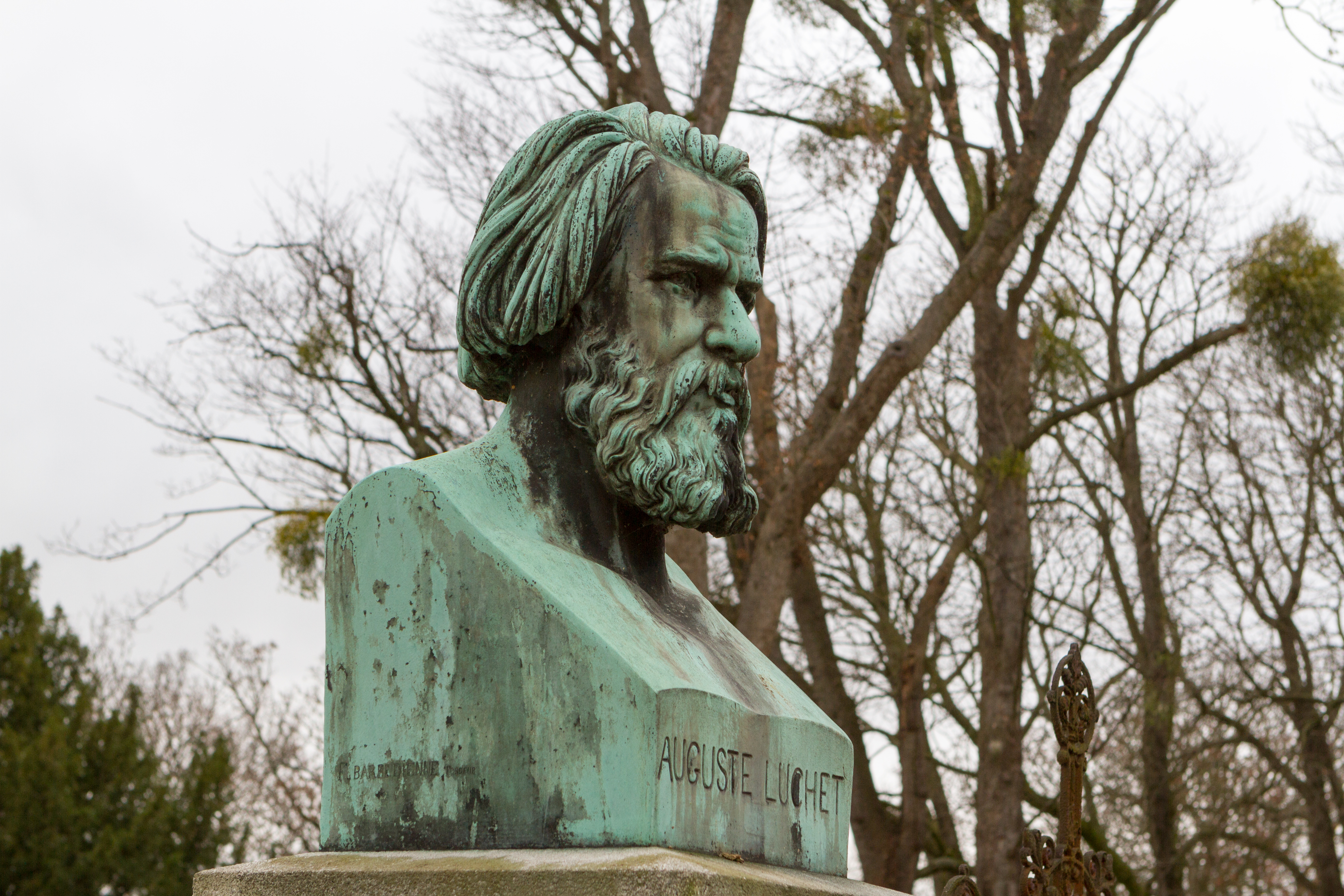
Надгробный бюст Люше, Огюст работы Эмиля Гиймена на кладбище Пер-Лашез

Ещё при жизни Гиймена многие его произведения были приобретены французским государством, а сегодня находятся в собраниях различных музеев, среди которых Музей Орсе и Кабинет эстампов Национальной библиотеки Франции в Париже, Музей изящных искусств Дижона, Тулузский музей и Монреальский музей изящных искусств. Он также автор надгробного памятника Огюста Люше на кладбище Пер-Лашез в Париже.
21 октября 2008 года на аукционе Sotheby’s в Нью-Йорке пара скульптур Гиймена «Кабильская женщина» и «Янычар султана Махмуда II» были проданы за рекордную для французской скульптуры XIX века сумму в 1 202 500 долларов США.